# Igiena asasinului
Igiena asasinului (în franceză Hygiène de l'assassin) - Apărută în 1992, cartea marchează debutul autoarei Amelie Nothomb în literatura franceză. Scris la vîrsta de 25 de ani, romanul surprinde prin vioiciune, prin modul în care sunt mânuite cinismul și ambiguitatea. 
Igiena asasinului apare în România în   2002 la Editura Polirom.Traducător Giuliano Sfichi și  Prefațator: Alexandru Călinescu.
În 2009  apare și ediția a doua, broșată tot la Editura Polirom. 
Amelie Nothomb s-a nascut in 1967 la Kobe (Japonia). Primii trei ani de viata i-a petrecut în  Japonia,apoi a trăit în China, SUA, Bangladesh, Birmania, Laos. Igiena asasinului este prima ei carte   apărută în 1992.Aceasta a primit premiul   Prix Rene-Fallet si Prix Alain-Fournier  și s-a vândut în sute de mii de exemplare.
Personajul central, Tach e un bătrân obez, grotesc, rasist și misogin un laureat al premiului Nobel pentru Literatură, nu mai are de trăit decât două luni. Jurnaliști din întreaga lume îi solicită interviuri scriitorului pe care mizantropia îl ține prizonier în apartamentul său.Totuși, acesta acceptă provocarea de a sta de vorbă cu presa, jucându-se cu o dialectică în care logica și reaua-credință își dau mâna. Cel de-al cincilea jurnalist, Nina,  cu care este  de acord să vorbească, o femeie, îi va ține piept antrenându-l într-un joc al identităților.
Profesionalismul jurnaliștilor, sau lipsa acestuia.  
Izolarea intelectualului rasat.
Condiția femeii , în raport cu bărbatul intelectual.
Condiția scriitorului  a cărui mesaje nu sunt receptate de cititorul superficial. 
Finalul este unul clasic, bătrânul îndrăgostit moare  în brațele tinerei jurnaliste.
1.Recenzie Arhivat în 9 iunie 2021, la Wayback Machine. de Cristina Boncea 

2.Recenzie de Mirela Teodorescu
1. ↑  „Igiena asasinului”, Gemeinsame Normdatei, accesat în 8 septembrie 2024
2. ↑  „Hygiène de l'assassin” (PDF). Accesat în 2021.
3. ↑  Julie Vasa. „Hygiène de l'assassin – Amélie Nothomb”. Accesat în 2021.